# Microsoft Copilot
A Microsoft Copilot a Microsoft által kifejlesztett generatív mesterséges intelligencia chatbot. A GPT-4 nagy nyelvi modellek sorozatán alapul, és 2023-ban mutatták be a Microsoft elsődleges helyettesítőjeként a megszűnt Cortana helyett.
A szolgáltatást 2023 februárjában vezették be Bing Chat néven, a Microsoft Bing és a Microsoft Edge beépített funkciójaként. 2023 folyamán a Microsoft elkezdte egységesíteni a Copilot márkanevet a különböző chatbot-termékein, megszilárdítva a „copilot” analógiát. A Build 2023 konferencián a Microsoft bejelentette, hogy tervezi a Copilot integrálását a Windows 11-be, lehetővé téve a felhasználók számára, hogy közvetlenül a tálcán keresztül érjék el. A 2024 januárjában bejelentették, hogy a Windows billentyűzetek számára dedikált Copilot billentyűzetet hoztak létre.
A Copilot a Microsoft Prometheus modelljét használja, amely az OpenAI GPT-4 alapozó nagy nyelvi modelljére épül, amelyet viszont felügyelt és megerősítő tanulási technikák segítségével finomhangoltak. A Copilot társalgási felületének stílusa hasonlít a ChatGPT-éhez. A chatbot képes forrásokat idézni, verseket alkotni, dalokat generálni, valamint számos nyelvet és dialektust használni.
A Microsoft a Copilotot freemium modellben üzemelteti. Az ingyenes szint felhasználói a legtöbb funkcióhoz hozzáférhetnek, míg az újabb funkciókhoz, köztük az egyéni chatbotok létrehozásához a fizetős előfizetők a „Microsoft Copilot Pro” fizetős előfizetési szolgáltatás keretében kapnak elsőbbségi hozzáférést. A Microsoft Copilot ingyenes változatában több alapértelmezett chatbot is elérhető, köztük a standard Copilot chatbot, valamint a Microsoft Designer, amely arra irányul, hogy a képalkotójával szöveges kérések alapján képeket generáljon.

## Háttér
2019-ben a Microsoft partnerségre lépett az OpenAI-val, és dollármilliárdokat kezdett befektetni a szervezetbe. Azóta az OpenAI rendszerei a Microsoft Azure-alapú szuperszámítógépes platformján futnak. 2020 szeptemberében a Microsoft bejelentette, hogy kizárólagosan licencelte az OpenAI GPT-3-at. Mások továbbra is kaphatnak kimenetet a nyilvános API-ból, de a Microsoft kizárólagos hozzáféréssel rendelkezik a mögöttes modellhez.
2022 novemberében az OpenAI elindította a ChatGPT-t, egy chatbotot, amely a GPT-3.5-re épült. A ChatGPT a megjelenését követően világszerte figyelmet kapott, és vírális internetes szenzációvá vált. 2023. január 23-án a Microsoft bejelentette, hogy többéves, 10 milliárd dolláros befektetést eszközöl az OpenAI-ba. 2023. január 23-án a Microsoft bejelentette, hogy 10 milliárd dollárt fektet be az OpenAI-ba. Február 6-án a Google bejelentette a Bardot (később Gemini névre átkeresztelve), egy ChatGPT-szerű chatbot szolgáltatást, attól tartva, hogy a ChatGPT veszélyeztetheti a Google helyét, mint az információk első számú forrását. Több médiaorgánum és pénzügyi elemző úgy jellemezte a Google-t, hogy „siettette” a Bard bejelentését, hogy megelőzze a rivális Microsoft február 7-re tervezett eseményét, a Copilot bemutatását, valamint, hogy elkerülje a Microsoft „felzárkózását”.